# Əliyetməzli
Əliyetməzli è un comune dell'Azerbaigian situato nel distretto di İmişli. Conta una popolazione di 544 abitanti.